# Maurice Tissandier
Pour les articles homonymes, voir Tissandier.
Maurice Tissandier, né le 23 novembre 1917 à Charlieu (Loire) et mort le 11 janvier 2009 à Montgivray (Indre), est un homme politique français.

## Biographie
(avril 2020).
Si vous disposez d'ouvrages ou d'articles de référence ou si vous connaissez des sites web de qualité traitant du thème abordé ici, merci de compléter l'article en donnant les références utiles à sa vérifiabilité et en les liant à la section « Notes et références ».
Né à Charlieu (Loire), fils d'un libraire imprimeur éditeur de Brioude (Haute-Loire), il choisit la médecine. Chirurgien de profession, après avoir exercé à Brioude, c'est en 1953 qu'il découvre La Châtre où un concours était ouvert pour l’obtention d’un poste vacant à l'hôpital. En 1959, il y fonde la clinique Pasteur où il exercera près de 20 ans. Pendant dix ans, il sera même le seul chirurgien à y officier, passant avec aisance de la chirurgie abdominale à l'obstétrique, sa spécialité, et à la traumatologie.
Il s’investit très tôt dans la vie locale. Amateur de courses automobiles, il crée avec une équipe d’amoureux de ce sport le circuit de Chavy. Ce circuit, qui porte aujourd’hui son nom, verra courir tous les grands pilotes entre les années 1960 et 1980 et fera connaitre La Châtre dans le monde entier.
1959 est aussi l'année de ses premiers pas d'élu en tant que conseiller municipal de La Châtre.
En 1968, après les événements de mai, il s'engage résolument en politique après avoir reçu l'investiture de Valéry Giscard d'Estaing, chef des Républicains indépendants. Il est  élu député de l'Indre. Réélu trois fois il restera député treize ans, (1968-1981). Au cours de ces différents mandats il préside une commission regroupant des représentants des métiers de la santé et est nommé parlementaire en mission auprès de la Ministre de la Santé, Simone Veil. Il devient également Vice-Président de la commission des finances de l’Assemblée nationale. En 1981, il ne résiste pas à la vague rose et est battu par André Laignel. Devenu maire de La Châtre en 1977, il le restera jusqu'en 1995, date à laquelle il passe le relais à Nicolas Forissier. Retiré de la vie politique, il se consacre alors à la peinture et à la poésie, passions que ses obligations passées ne lui avaient pas permis jusque-là de pratiquer autant qu'il aurait aimé.
Il décède à son domicile le 11 janvier 2009.

## Détail des fonctions et des mandats
Mandats parlementaires
- 30 juin 1968 - 1er avril 1973 : Député de la 2e circonscription de l'Indre
- 11 mars 1973 - 2 avril 1978 : Député de la 2e circonscription de l'Indre
- 19 mars 1978 - 22 mai 1981 : Député de la 2e circonscription de l'Indre

Mandat municipal
- Maire de La Châtre de 1977 à 1995